# Peucetia gauntleta
Peucetia gauntleta är en spindelart som beskrevs av Saha och Dinendra Raychaudhuri 2004. Peucetia gauntleta ingår i släktet Peucetia och familjen lospindlar. Inga underarter finns listade i Catalogue of Life.